# بودوئن

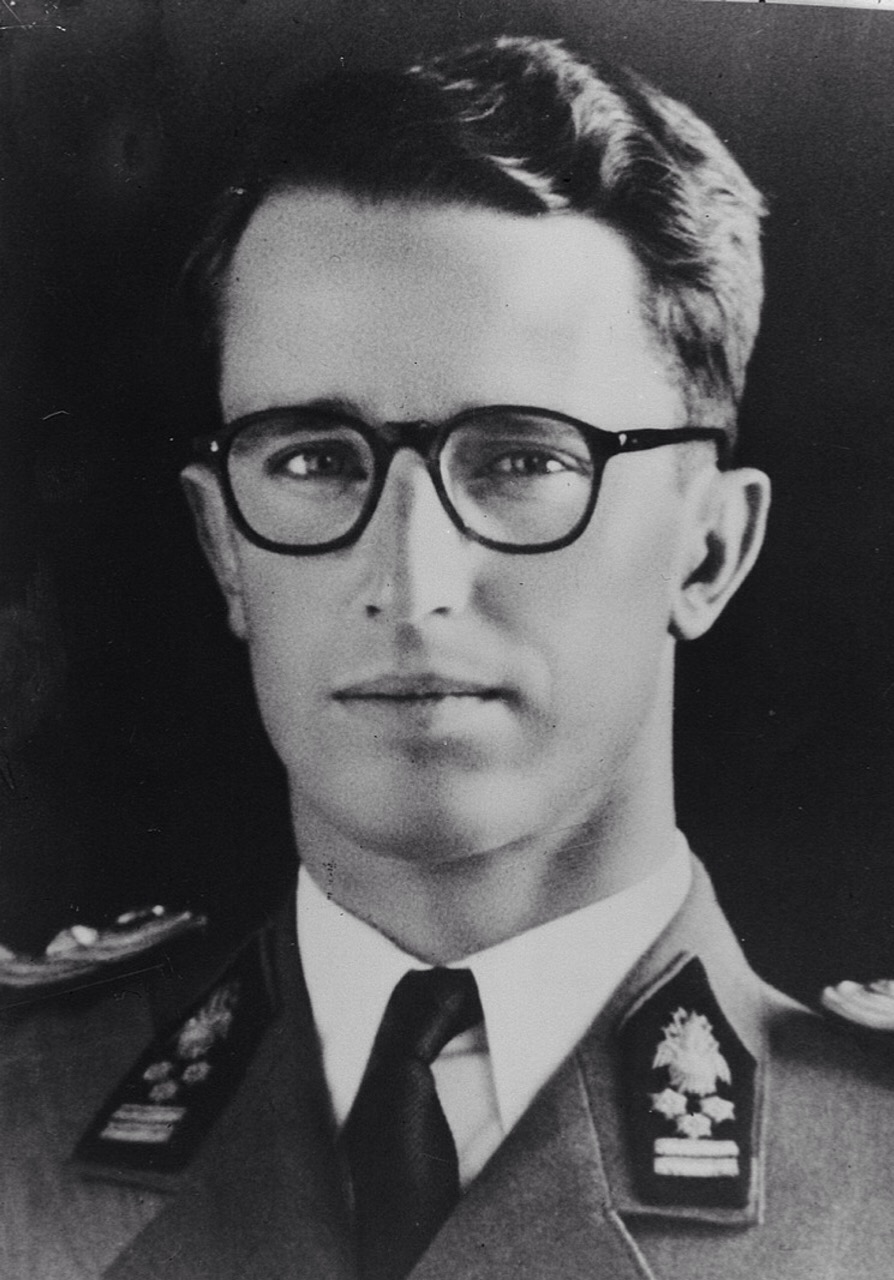
بودوئن بلژیک

بودوئن بلژیک (هلندی: Boudewijn Albert Karel Leopold Axel Marie Gustaaf van België؛ زاده ۷ سپتامبر ۱۹۳۰ – درگذشته ۳۱ ژوئیهٔ ۱۹۹۳) یکی از پادشاهان بلژیک بود که بین سال‌های ۱۹۵۱ تا ۱۹۹۳ این عنوان را در اختیار داشت.

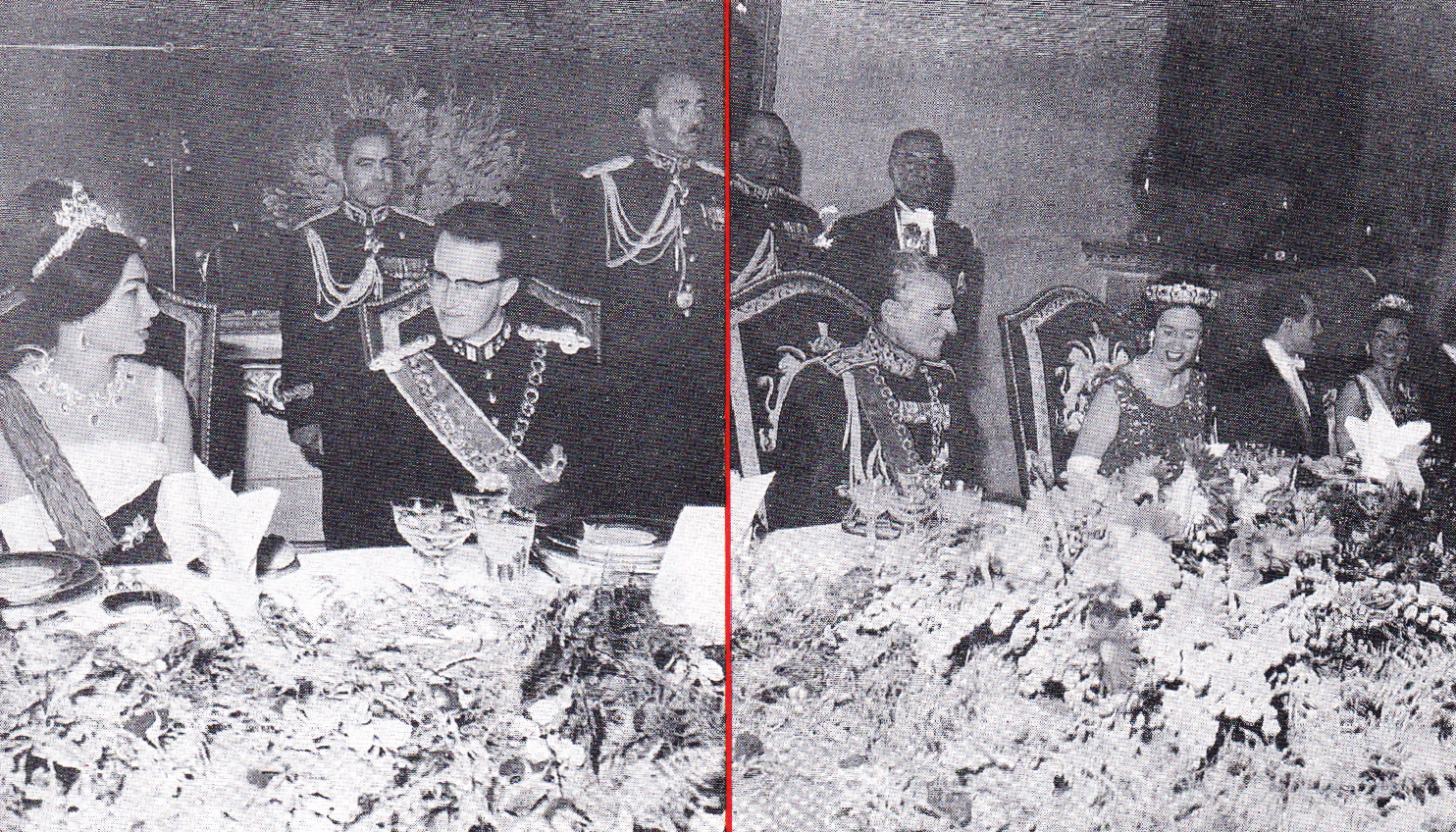
محمدرضا پهلوی پادشاه ایران و بودوئن پادشاه بلژیک درحال شام خوردن